# Luftwaffen-SV Heiligenbeil
Luftwaffen-SV Heiligenbeil was een Duitse voetbalclub uit het Oost-Pruisische Heiligenbeil, dat tegenwoordig de Russische stad Mamonovo is.

## Geschiedenis
De legerclub werd in 1940 opgericht, toen de Tweede Wereldoorlog uitgebroken was. De club speelde in het seizoen 1941/42 in de Gauliga Ostpreußen, de toenmalige hoogste klasse en werd daar vierde op zeven clubs. LSV telde drie punten achterstand op SV Prussia-Samland Königsberg en één punt voorsprong op Reichsbahn SG Königsberg. Na dit seizoen verhuisde de club naar Elbing en werd zo LSV Elbing. De club moest nu in de tweede klasse van de Gauliga Danzig-Westpreußen aantreden en trok zich in februari 1943 uit de competitie terug. 